# Явор Русинов
Явор Русинов е български композитор, аранжор и продуцент.
Русинов композира, аранжира и записва песни и ремикси за Курт Хауенщайн, Supermax, Yaku, Булгаро, Vox, Чака Кан, Фалко, Део, Биг Брадър, Бони Ем, Арно Рауниг, Хосе Фелисиано, Хорст Кмела, Vienna Boys Choir, Метрополис, Авеню, Лора Караджова и много други.
Композитор е на музика за много реклами и шапки на предавания в българския и австрийския телевизионен ефир.

## Биография
Явор Русинов е роден на 22 септември 1969 г. в София. От баща си, композитора Светозар Русинов, получава първите насоки в музиката. На четири години започва да свири на пиано. В началото на 80-те започва да свири бас китара, китара и кларинет. През 1983 г. е приет в Националното музикално училище „Любомир Пипков“. Една година по-късно заедно със съученици създава първата фънк група в България – Intermezzo, с която изнасят първия фънк-рок концерт в музикалното училище.
За периода от 1985 до 1988 г. записва и концертира в група „Ревю“ заедно с Васил Гюров и Милена Славова, а за периода 1987 – 1988 г. и с група „Атлас“.
От 1990 до 1992 г. работи със Стенли, а през 1992 – 93 г. свири в група „Спринт“.
През 1993 създава заедно с дългогодишния си колега и съученик Константин Стоянов електронния дует „VOX“. Следващата година издават първия си албум „Река 2001“, от който продават над 20 000 копия, а етно песента „Яна“ с участието на Олга Борисова става най-слушана в няколко радиостанции в страната за годината. Дуетът е пионер в етноелектронната музика в България.
През 1996 г. започва работа с Курт Хауенщайн (SUPERMAX), създавайки етнопроекта „YAKU“ (Явор-Курт). През януари 1997 г. излиза първият им албум, озаглавен „Total Imigration“, с успех в Европа.
През 1998 г. започва активна концертна дейност със „SUPERMAX“ в над 20 държави, а през същата година създава и собственото си звукозаписно студио – „VOX“.
През 1999 г. започва работа по албума на „SUPERMAX“ „Terminal 2002“, който е записан изцяло в студио „VOX“. В началото на 2001 г. албумът излиза в цяла Европа и е последван от турне в Европа и Русия.
Заедно с Орлин Кюркчийски и Ясен Козев през 2002 г. създават групата „BULGARO“ и записват албума „Orgasmus“, вдъхновен от балканския етнос. Проектът печели „Най-добър дебют“ на наградите на телевизия „MM“ за 2003 г. и най-добра група на живо на медийния фестивал „Албена“.
През 2004 г. продуцира заедно с Хелмут Шерф втори албум на „YAKU“ – „The World Behind You“, а така също композира и записва албум на Део. Печели наградата на „ММ“ за най-добра клубна песен „Down Here“ – Bulgaro. През следващата година прави композиции и аранжименти за албум на Арно Рауниг и римейк на „Latin Street“ на Хосе Фелисиано.
През 2007 г. ко-продуцира албум на легендарния австриец Хорст Кмела.
През 2008 г. ко-продуцира албум на австрийската група „Figure in Frame“.
През 2011 г. създава три песни в саундтрака на филма „Тилт“ и записва и издава чил-албума „Faraway“.
През 2012 г. издава трети албум на „Yaku Project feauturing Supermax“.
През 2012 – 2017 г. продуцира заедно с Хелмут Шерф 5 албума на Хосе Фелисиано.
През 2017 г. създава проекта Roussinoff & Pavloff, а след това и "Yana Project".